# 帕特·杜赫提

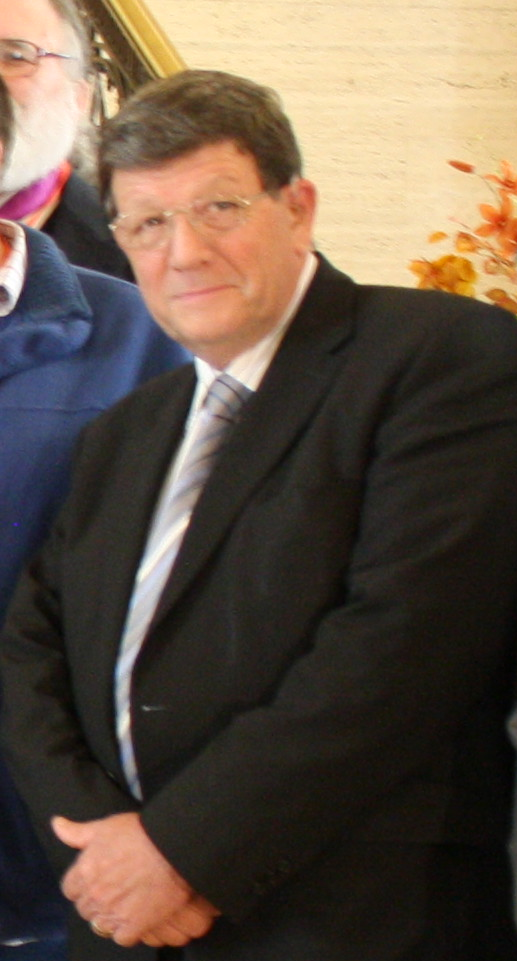

帕特·杜赫提（英語：Pat Doherty，1945年7月18日—）是一位北愛爾蘭政治家，黨籍是新芬黨。在1998年至2012年，他是北愛爾蘭議會的議員。1998年至2009年，他曾擔任新芬黨的副總裁。他從2001年至2017年是西蒂龍選出的英國下議院議員，但依新芬黨長期的棄權政策而從未進入下議院。